# Archanes-Asterousia
Archanes-Asterousia (griechisch Αρχάνες-Αστερούσια, formeller Gemeindename griechisch Δήμος Αρχανών-Αστερουσίων) ist eine Gemeinde (Δήμος, Dimos) im Regionalbezirk Iraklio auf der griechischen Mittelmeerinsel Kreta.

## Verwaltungsgliederung
Die Gemeinde Archanes-Asterousia wurde durch den Zusammenschluss der 1994 mit abweichendem Gebietszuschnitt gegründeten Gemeinde Nikos Kazantzakis sowie den seit 1997 bestehenden Gemeinden Archanes und Asterousia im Rahmen der Verwaltungsreform 2010 (Kallikratis-Programm) gebildet. Verwaltungssitz ist Peza. Die bisherigen Gemeinden haben Gemeindebezirks-Status.
| Gemeindebezirk    | griechischer Name                 | Code   | Fläche (km²) | Einwohner 2011 | Kinotita (Κοινότητα) | Lage |
| ----------------- | --------------------------------- | ------ | ------------ | -------------- | --- | ---- |
| Archanes          | Δημοτική Ενότητα Αρχανών          | 710202 | 031,889      | 5.042          | Archanes, Kato Archanes |      |
| Asterousia        | Δημοτική Ενότητα Αστερουσίων      | 710203 | 204,700      | 5.217          | Pyrgos, Achendrias, Ethia, Kalyvia, Ligortynos, Mesochori, Paranymfi, Pretoria, Tefeli, Haraki, Charaki, Charakos                                 |      |
| Nikos Kazantzakis | Δημοτική Ενότητα Νίκου Καζαντζάκη | 710201 | 102,462      | 6.433          | Peza, Agios Vasilios, Agies Paraskies, Alagni, Astrakoi, Astritsi, Damania, Kalloni, Katalagari, Kounavi, Meleses, Metaxochori, Myrtia, Choudetsi |      |
| Gesamt            | Gesamt                            | 7102   | 339,051      | 16.692         | |      |